# Переро
Перѐро (на италиански: Perrero; на пиемонтски: Pre, Пъре, на окситански: Priè, Прие) е село и община в Метрополен град Торино, регион Пиемонт, Северна Италия. Разположено е на 840 m надморска височина. Към 1 януари 2020 г. населението на общината е 624 души, от които 35 са чужди граждани.